# 大谷友右衛門 (4代目)
四代目 大谷友右衛門（よだいめ おおたに ともえもん、寛政3年〈1791年〉 - 万延2年1月1日〈1861年2月10日〉）とは、江戸時代後期の歌舞伎役者。屋号は明石屋、俳名此友・樂猿。定紋は丸十、替紋は水仙丸。
狂言作者の出來島専助の子として大坂に生まれる。はじめ二代目大谷友右衛門門人となり大谷福藏と名乗る。のち大谷萬作、大谷樂猿と名を改めた。二代目友右衛門の死後天保2年（1831年）江戸に下り、その年の11月に河原崎座で大谷友右衛門を襲名した。しかしこのときすでに同門の嵐舎丸が大坂で大谷友右衛門を襲名していたので、上方と江戸で大谷友右衛門が同時に出現することになった。以後上方の友衛門が死ぬまでの八年間にわたって並立が続き、もと舎丸は「上方友右衛門」、もと樂猿は「江戸友右衛門」とそれぞれ呼ばれた。今日では襲名が少し早かった上方の友右衛門を三代目、江戸の友衛門を四代目として数えている。
東西の舞台に出て安政6年（1859年）ごろまで活躍したが、その後は舞台での名は見えない。門人から幹部俳優にまで出世したが、酒癖が悪くしばしば周囲と揉めた。しかし晩年はそうした性格も丸くなったという。敵役に長じ、『敵討天下茶屋聚』（天下茶屋）の安達元右衛門は「友右衛門の元右衛門か、元右衛門の友右衛門か」と謳われるほどの生涯の当り役となり、これが今日の型となっている。子（次男）に五代目大谷廣次がいる。